# 반가사유상
반가사유상(半跏思惟像)은 왼쪽 다리는 내리고 오른쪽 다리는 그 위에 올려 가부좌를 하는 반가부좌 자세로 대좌 위에 앉아 오른손으로 얼굴을 괸 채 명상하는 보살의 모습을 표현한 불상이다. 국립중앙박물관이 "사유의 방"에서 전시하고 있는 삼국시대의 금동미륵보살반가사유상 (국보 제78호)와 금동미륵보살반가상 (국보 83호)이 유명하다.

## 개요
반가사유상은 반가부좌를 하고 명상에 잠긴 모습을 나타낸 상이라는 의미이다. 불교의 보살이나 부처 등을 표현한 조형물인 불상은 인물의 자세에 따라 서 있는 모습의 입상, 앉아 있는 모습의 좌상, 누워있는 모습의 와상 등으로 나뉘며 반가사유상은 대표적인 좌상 가운데 하나이다.
반가사유상이 표현하는 대상은 보살이다. 석가모니가 아직 깨달음에 이르기 전인 태자 시절 생로병사의 번뇌에서 벗어나기 위해 명상하는 모습을 그린 것이 시초라 여겨진다. 대웅전의 삼존불과 같은 불상이 좌우 대칭의 완전함을 보여 주는 것과 달리 반가사유상은 한쪽 다리는 내리고 반대편은 올린 비대칭의 모습으로 아직 구도의 길에 있음을 표현한다. 표현하는 대상이 가르침을 전하는 부처가 아니라 스스로도 수행하고 있는 보살이기 때문이다. 불상의 조성에서 이러한 비대칭은 오히려 보다 난이도가 높은 기술이 요구된다.

## 역사
반가사유상은 2세기 무렵 간다라에서 제작되기 시작하여 중국을 거쳐 한반도와 일본까지 전해졌다. 한국에서는 삼국시대에 크게 유행하였다. 처음에는 석가모니의 태자 시절을 표현하여 이름도 태자상(太子像)이라 불리는 경우가 있었다. 중국에서는 남북조 시대인 6세기 무렵 북조의 북위, 서위, 동위, 북제, 북주와 같은 나라에서 크게 유행하였다. 당시에는 주로 태자사유상이라고 불려 여전히 석가모니불의 태자 시절에 대한 표현이 주를 이루었다.
삼국시대에 한반도로 유입된 반가사유상은 미륵신앙과 결합하여 미륵이 보살로서 수행는 모습을 표현하였다. 2세기 무렵 인도에서 시작된 미륵신앙은 석가모니의 제자인 미륵이 도솔천에 머무르며 보살로서 수행하고 있으며 후대에 부처가 되어 중쟁을 제도할 것이라는 믿음으로 선업을 쌓아 도솔천에 환생할 수 있다는 《미륵상생경》과 미륵이 직접 세상에 나와 설법하고 중생을 제도한다는 《미륵하생경》을 핵심으로 한다. 중국에서는 5-6세기 무렵 크게 유행하였고 이에 따라 한반도에도 유입되었고 이에 따라 반가사유상 역시 미륵을 표현하는 것이 일반적이게 되었다.

## 문화재
2012년 중국 육조 시대 주요 도시였던 허베이성 린장현 업성에서 다량의 불교 유물과 함께 반가사유상들이 출토되었다. 이 반가사유상들은 한반도의 고구려, 백제, 신라에서 제작된 반가사유상들에 영향을 주었을 것이다. 한반도는 고구려가 먼저 불교를 받아들인 후 이후 백제와 신라도 수용하였으며 백제의 무왕이 미륵사를 세운 것과 같이 불교 도입 초기부터 미륵 신앙 역시 함께 수용되었다. 현존하는 반가사유상들 가운데 문화재로 지정된 것에는 다음과 같은 것들이 있다.
- 금동미륵보살반가사유상 (국보 제78호)
- 금동미륵보살반가사유상 (국보 제83호)
- 금동미륵보살반가사유상 (국보 제118호)
- 금동미륵보살반가사유상 (보물 제331호)

일본 고류지 소장의 미륵반가사유상은 대한민국의 금동미륵보살반가사유상 (국보 제83호)와 매우 흡사하여 한반도에서 제작된 것이 직접 넘어갔을 것이라는 추정이 있다. 2004년 TV 아사히는 고류지의 미륵반가사유상을 추고 여왕 시기 신라계 도래인이었던 하타씨가 신라에서 입수한 것이라는 설명을 방송하였다.

## 사진

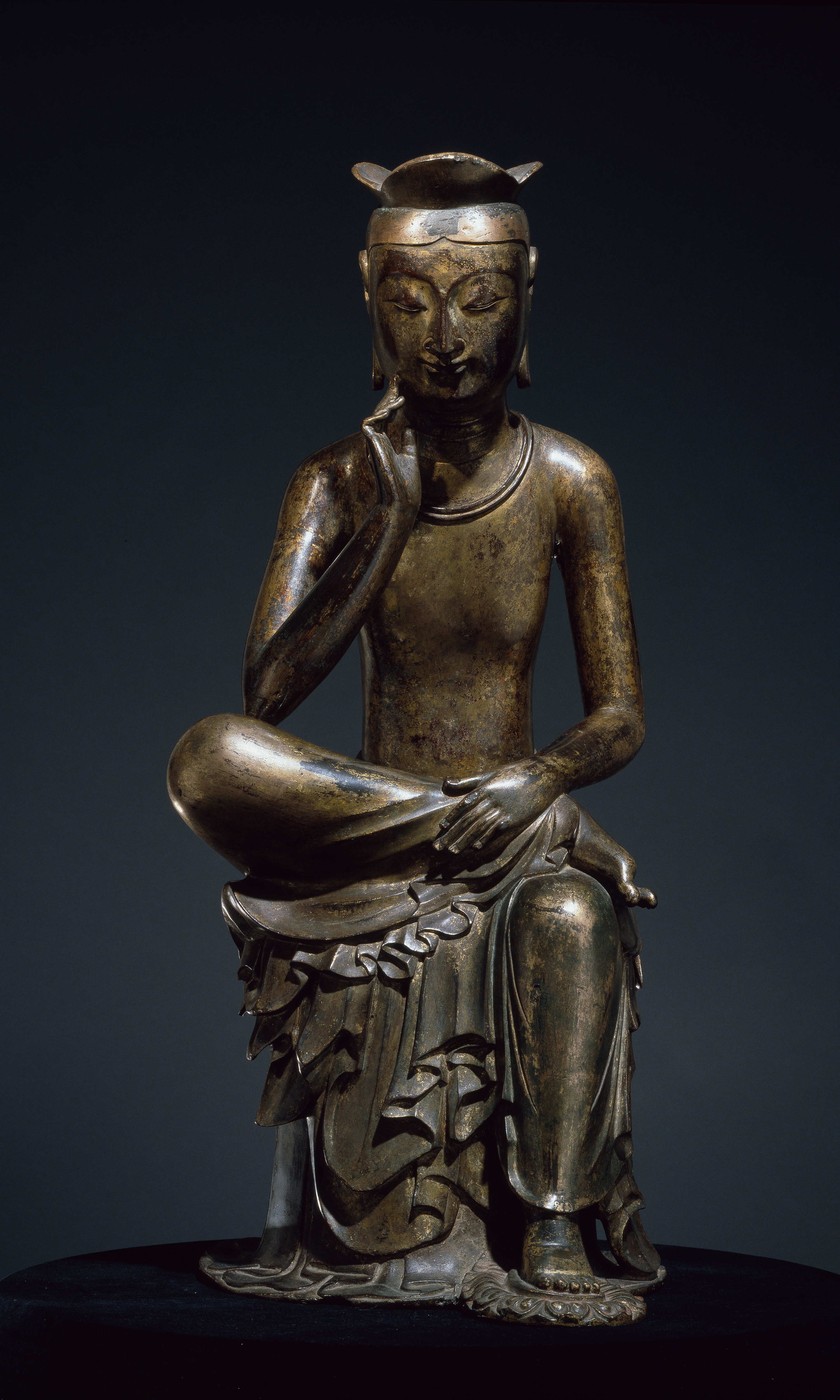
대한민국 국립중앙박물관 소장 금동 미륵보살 반가사유상
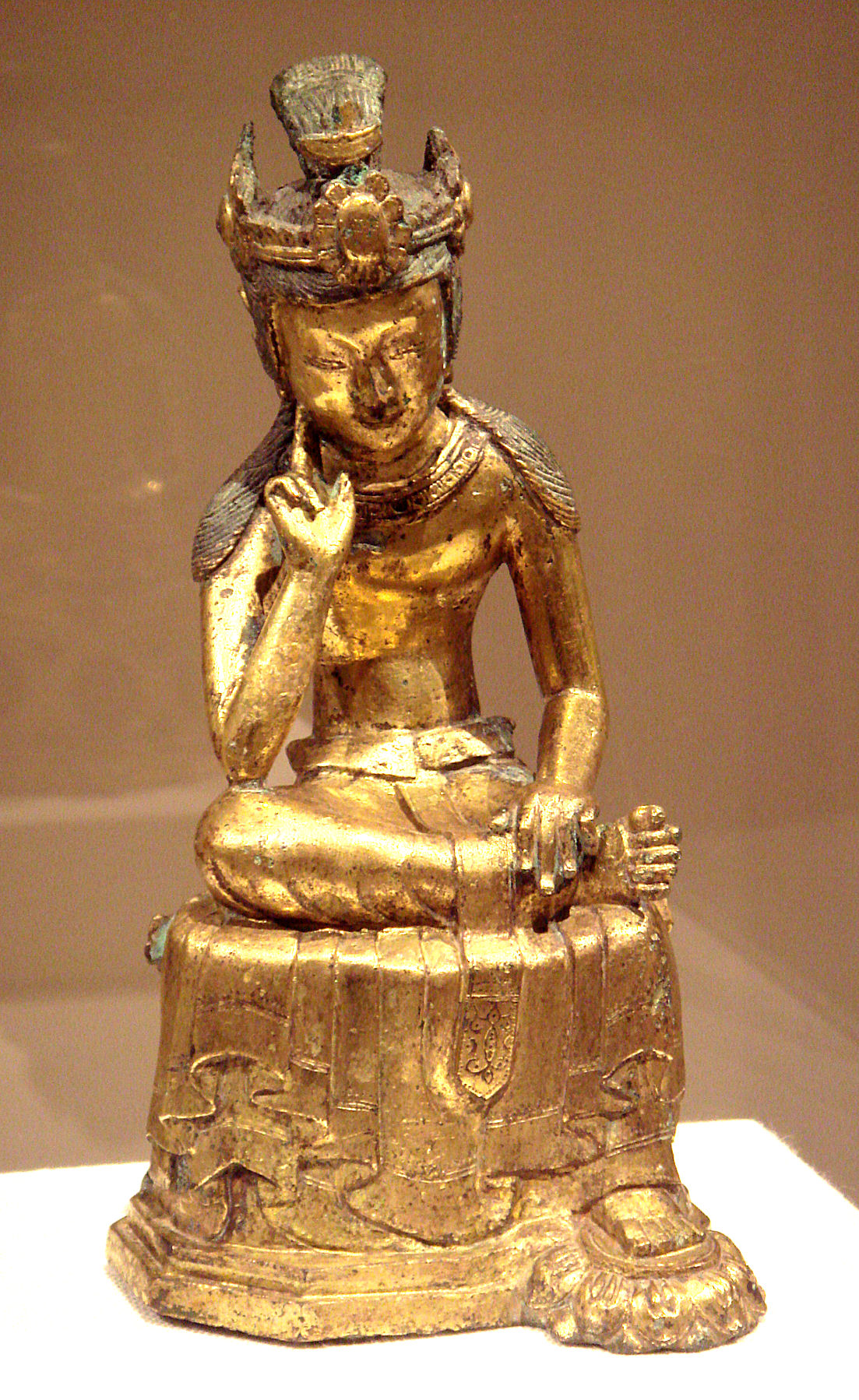
미국 메트로폴리탄 미술관 소장 금동 반가사유상
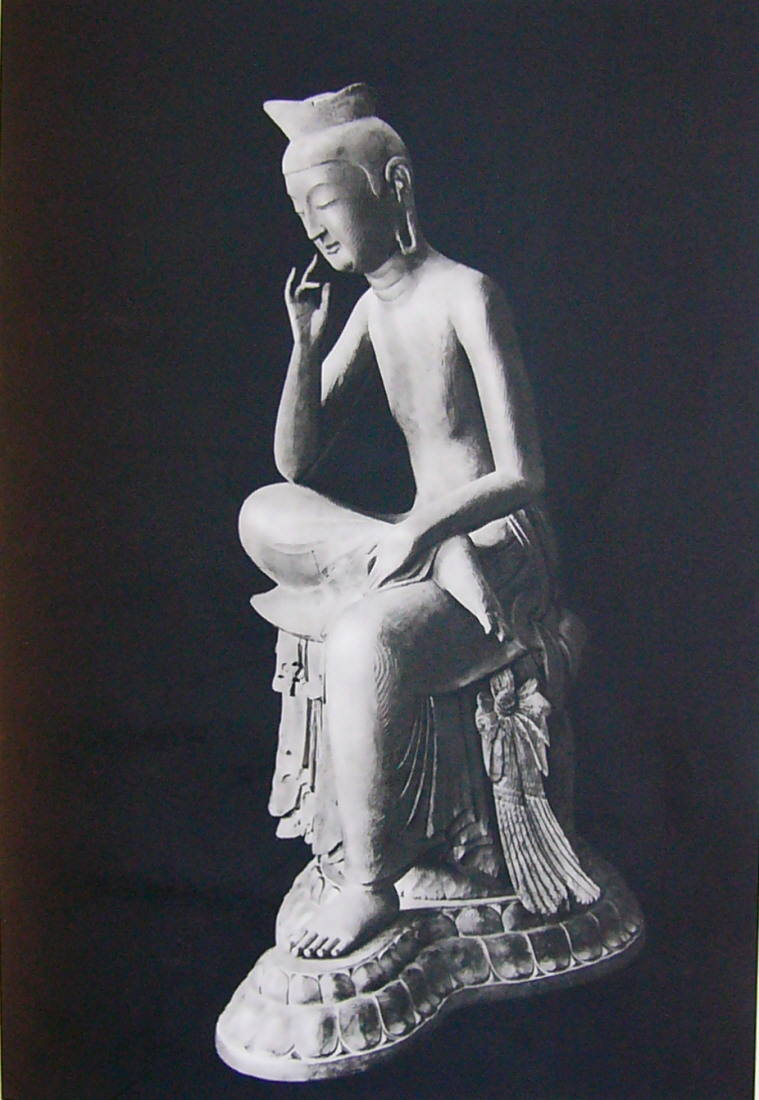
일본 고류지(광륭사) 소장 목조반가사유상
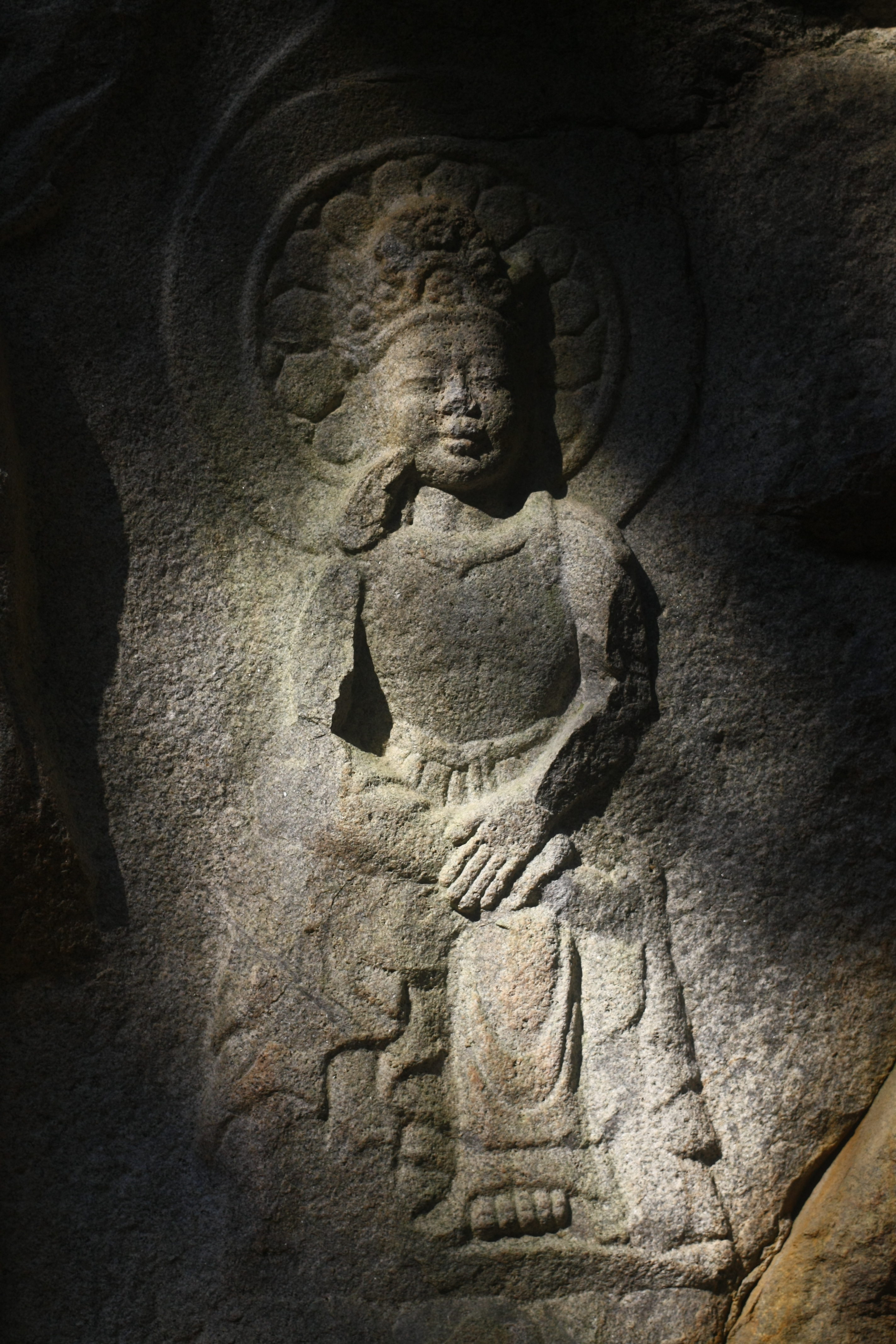
서산마애삼존불 측불
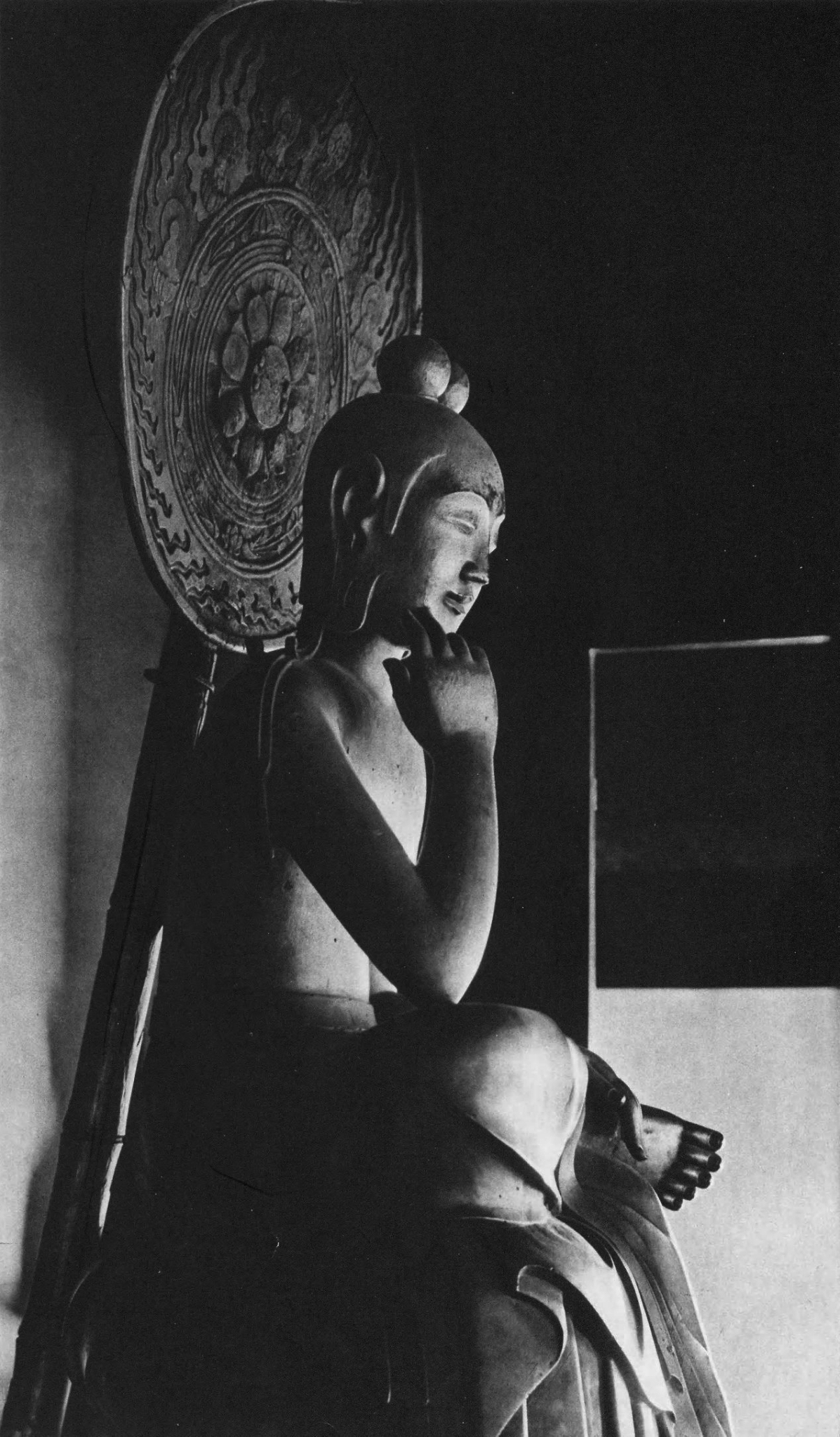
일본 나라 주구지 소장 반가사유상
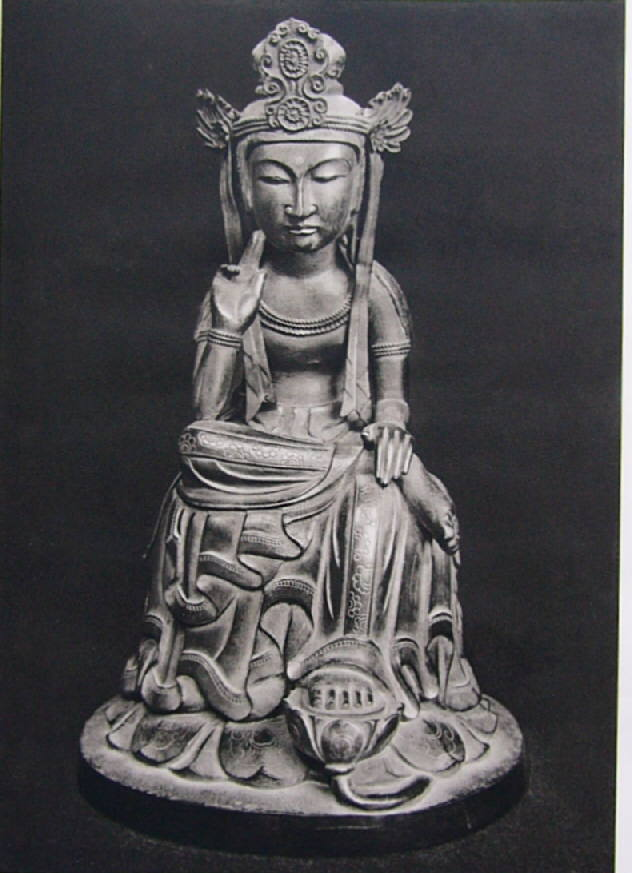
일본 오사카 야추지 소장 반가사유상